# 東北ミサワホーム
東北ミサワホーム株式会社（とうほくミサワホーム）は、ミサワホーム100%出資による同社の東北地区ホームディーラー。宮城県仙台市に本社を置く。

## 沿革
- 1969年11月 - ミサワホームの専業ディーラーとして「仙台ミサワホーム（株）」設立。
- 1973年8月 - 盛岡市に「（株）ミサワホーム盛岡」設立。（100%出資）
- 1979年6月 - 「仙台中央ホーム建設工業（株）」（現ミサワホームイング東北（株））設立。（100%出資）
- 1985年4月 - 「エム・アール・ディー仙台（株）」を設立。（50%出資）
- 1988年3月 - 商号を「仙台ミサワホーム（株）」から「東北ミサワホーム（株）」に変更。
- 1991年11月 - 株式を店頭登録銘柄として日本証券業協会に登録。
- 1993年4月 - 「（株）ミサワホーム山形」を合併。
- 1997年9月 - 東京証券取引所第二部に上場。
- 1998年4月 - 本社を仙台市青葉区中央のアエル内に移転。
- 2000年9月 - 東京証券取引所第一部に指定。
- 2004年12月 - （株）産業再生機構より支援決定。
- 2006年
  - 3月 - （株）産業再生機構よる支援終了。
  - 5月 - ミサワホームホールディングス（株）（現ミサワホーム）の子会社となる。
- 2007年10月1日 - 「ミサワホーム北日本（株）」を吸収合併[2]。
- 2008年10月1日 - 「（株）ミサワホーム福島」を吸収合併。
- 2009年12月1日 - 本社を、アエルより仙台支店等が所在する旧本社ビルに復帰させる。
- 2010年6月21日 - ミサワホームの完全子会社となる。
- 2011年8月 - 本社を仙台支店所在地より、宮城野区榴岡の仙台MTビルへ移転。
- 2014年10月1日 - 本社を、青葉区一番町のニッセイ仙台ビル(2015年4月より、TMビルに改称)へ移転。
- 時期不明 - ミサワホームイング東北を吸収合併。同社の事業は、各支店毎にホームイング部リフォーム課を設置して継承。